# 普里利普卡 (丘胡伊夫區)
50°15′6″N 36°51′3″E / 50.25167°N 36.85083°E
普里利普卡（烏克蘭語：Приліпка）是位於烏克蘭東部的村莊，由哈爾科夫州丘胡伊夫区的沃夫昌斯克市鎮負責管轄。該村始建於1680年，面積0.176平方公里，海拔高度115米，2001年人口12。